# Reformierte Kirche Birmenstorf
Die reformierte Kirche Birmenstorf liegt am westlichen Dorfrand von Birmenstorf auf einem von Weinreben bewachsenen Hügel. Sie wurde am 28. Juni 1936 eingeweiht und gehört der reformierten Kirchgemeinde Birmenstorf-Gebenstorf-Turgi.

## Vorgeschichte
Im seit der Reformation paritätischen Dorf Birmenstorf wurde die alte Dorfkirche von beiden Konfessionen gemeinsam benutzt. Sie gehörte ab 1718 je zur Hälfte den beiden Konfessionen. Am 20. August 1930 übernahm die katholische Kirchgemeinde den reformierten Anteil für 35'000 Schweizer Franken.

## Geschichte
Die reformierte Kirchgemeinde beschloss, eine eigene Kirche zu errichten. Nach langen Diskussionen wählte sie den Bollrain am westlichen Dorfrand als Bauplatz. Die Kirche wurde von Albert Maurer, Architekt aus Rüschlikon, geplant und unter Leitung des Zürcher Architektenbüros Vogelsanger und Maurer gebaut. Die Einweihung fand am 28. Juni 1936 statt. Aus finanziellen Gründen wurde zunächst auf den Einbau einer Turmuhr und einer Orgel verzichtet; beides wurde 1952 nachgeholt. Die Kirche gilt als typischer Kirchenbau des Neuen Bauens und steht unter kantonalem Schutz.

## Ausstattung
Im Chorraum, der durch eine Stufe vom längsrechteckigen Kirchensaal abgetrennt ist, ist an der Stirnwand ein Wandbild des Kunstmalers Eugen Maurer (1885–1961) zu sehen. Es zeigt den Auferstandenen Christus, der seinen Jüngern am See Genezareth erscheint (Joh. 21).  Zu Pfingsten 1995 wurde eine von Ruedi Sommerhalder und Otto Strauss geschaffene dreiteilige Figurengruppe mit figürlich gestaltetem Abendmahlstisch in den Chorraum eingefügt. Die hochrechteckigen Glasfenster auf der Südseite der Kirche zeigen unter anderem die vier Evangelisten. Sie wurden von dem Glasmaler Heinrich Mäder (1895–1979) geschaffen.
Im Jahre 1952 wurde in die Kirche eine Orgel mit 17 Registern auf zwei Manualen und Pedal eingebaut. Das Instrument stammt von Orgelbau Kuhn aus Männedorf und fand Platz auf einer Empore im Chorraum, nahe dem Abendmahlstisch und der schlichten Kanzel.

## Turm und Glocken
Der Kirchturm fällt nicht durch seine Höhe – er überragt die Firsthöhe des Langhauses nur wenig – sondern durch seine große Baumasse auf. Er hat einen rechteckigen Grundriss und schneidet quer zum Verlauf des Kirchenschiffs in dieses ein. Das oberste Geschoss ist offen, lediglich die Stützen des flachen Daches und ein Geländer begrenzen die Glockenstube. Das «Zifferblatt» der 1952 eingebauten Turmuhr entspricht mit seinem Durchmesser der Schmalseite des Kirchturms. Es besteht lediglich aus den Stundenmarkierungen einer Uhr.
Das Glockengeläut der Kirche stammt ursprünglich aus der Stadtkirche Lenzburg. Zwei Glocken, die zum Einschmelzen an die Glockengiesserei Rüetschi in Aarau verkauft worden waren, konnte die Kirchgemeinde zunächst leihen, später günstig erwerben, die anderen beiden von der Einwohnergemeinde Lenzburg ebenfalls ausleihen. Im Jahre 2002 wurde eine der beiden von Lenzburg geliehenen, die ursprünglich von der Kirche Staufberg stammte, dorthin zurückgegeben und durch eine neue Glocke ersetzt.
Übersicht
| Glocke | Name                    | Giesser                | Gussjahr | Gewicht | Durchmesser | Schlagton | Aufschrift                                                                             |
| ------ | ----------------------- | ---------------------- | -------- | ------- | ----------- | --------- | -------------------------------------------------------------------------------------- |
| 1      | Sturmglocke             | Jean Girard, La Mothe  | 1635     | 1704 kg | 142 cm      | c′        | «VERBUM DOMINI MANET IN AETERNUM» (Das Wort Gottes bleibt in Ewigkeit)                 |
| 2      | Elfuhrglocke            | Jean Girard, La Mothe  | 1635     | 1165 kg | 127 cm      | d′        | «ALLES WAS ODEM HAT LOBE DEN HERREN. PSAL. CL.»                                        |
| 3      | Vieruhrglocke           | H. Rüetschi, Aarau     | 2002     |         |             | g′        | «O REX GLORIE CHRISTE VENI CUM PACE» (O König der Ehren, Christus, komme mit Frieden!) |
| 4      | Abend- oder Feuerglocke | Hans I. Füssli, Zürich | 1519     | 395 kg  | 85 cm       | h′        | «o rex glorie kriste veni nobis cum pace anno mcccccxviiii»                            |